# Kierz (Dłużniewo Duże)
Kierz – część wsi Dłużniewo Duże w Polsce, położona w województwie mazowieckim, w powiecie płockim, w gminie Staroźreby.
Administracyjnie Kierz jest sołectwem.
W latach 1975–1998 Kierz administracyjnie należał do województwa płockiego.